# Ali Tur
Pour les personnes ayant le même patronyme, voir Tur.

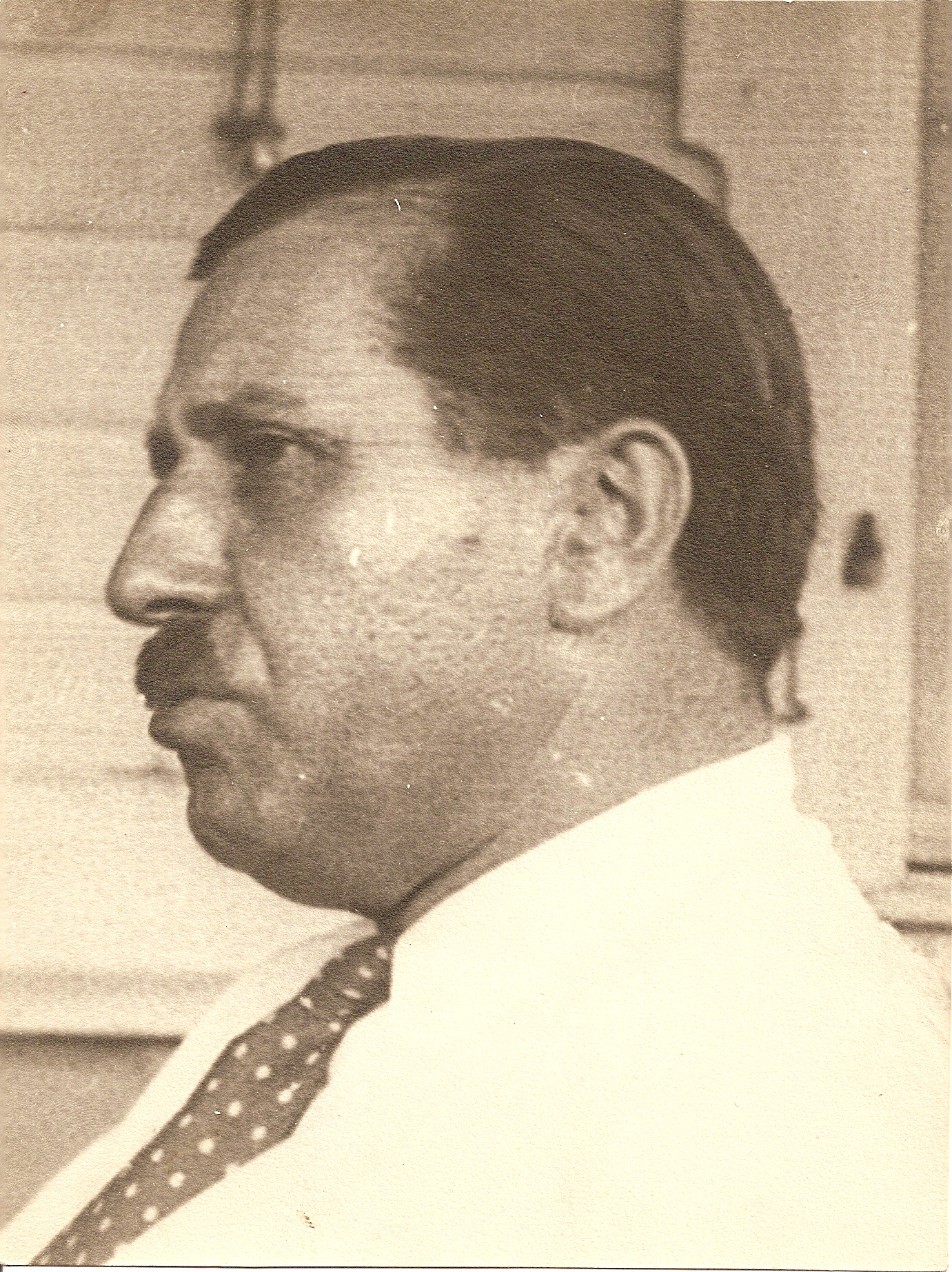
Ali Tur en 1930 à 41 ans avec sa cravate à pois.

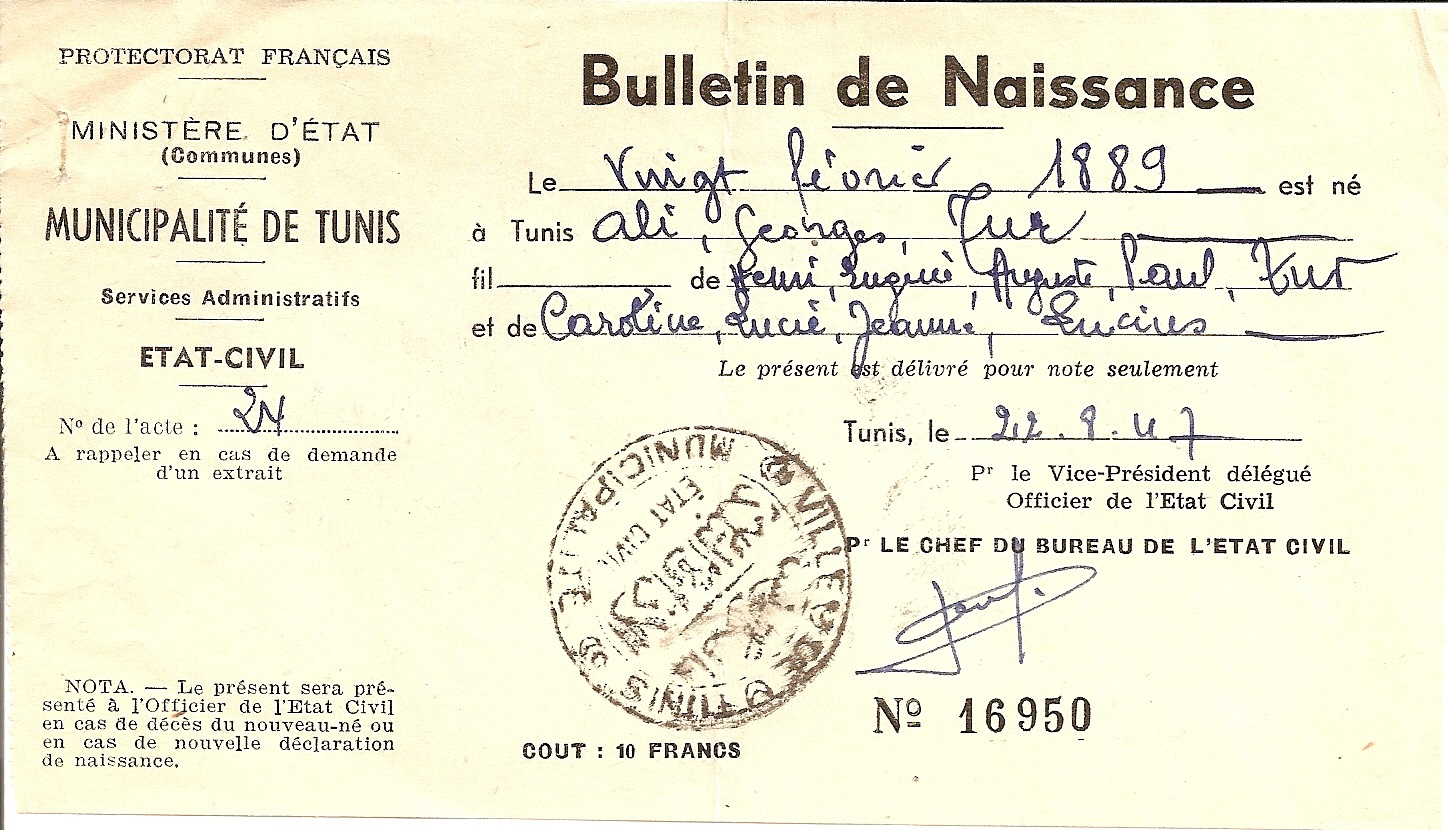
Bulletin de naissance d'Ali Tur

Ali Georges Tur, né le 20 février 1889 à Tunis (alors sous protectorat français) et mort le 26 septembre 1977 à Paris 16e, est un architecte français. Il a notamment conçu et réalisé une centaine de bâtiments en Guadeloupe de 1929 à 1937 pour un montant total de 72 millions de francs. Il a également conçu les quatre groupes d’habitations à bon marché (HBM) suivants : 3 place du Général-Stéfanik, 130 boulevard Murat, 2 et 20 avenue Dode-de-la-Brunnerie à Paris, dans le 16e arrondissement, et 74 boulevard Soult à Paris, dans le 12e, pour un total de 120 millions de francs de travaux.

## Biographie

### Famille et formation
Ali Georges Tur nait en 1889 à Tunis, fils d'Henri Eugène Auguste Paul Tur, polytechnicien, membre d'une famille originaire d'Alsace mais ayant rejoint Nîmes en 1871 après que l'Alsace soit devenue allemande. Il travaillait pour les Ponts-et-Chaussées. Sa mère était Caroline Lucie Jeanne Lucius, qui décède en le mettant au monde. Son prénom « Ali » lui a été donné par jeu par son père. Cette famille protestante était d'esprit très libre. Ce qui entraînera Ali Tur à prendre son premier prénom, de consonance arabe, pour exercer et signer ses œuvres alors qu'il aurait pu facilement choisir le prénom de Georges. Il a par ailleurs épousé en 1930 une femme d'origine juive, Jacqueline Baszanger.

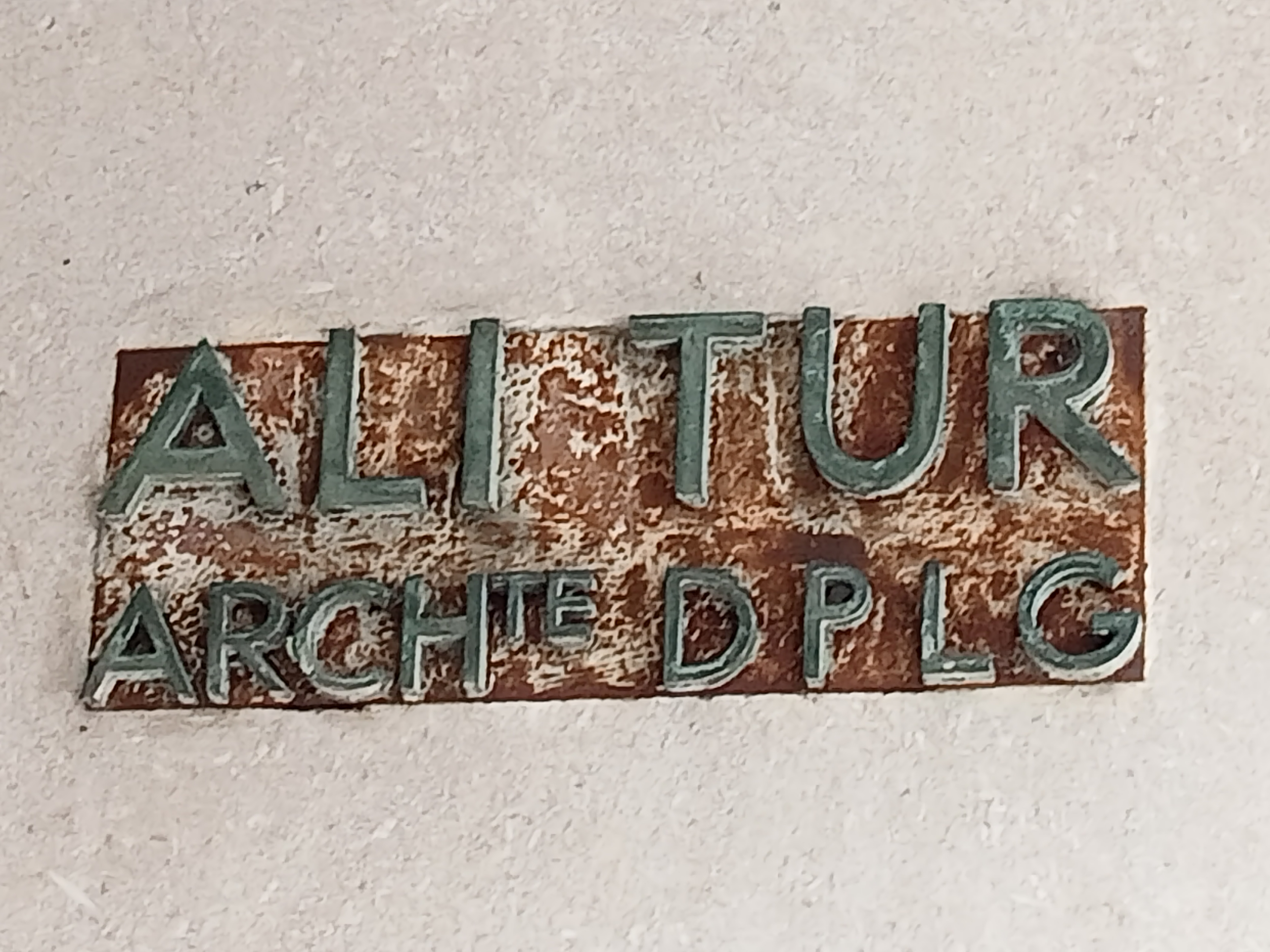
Plaque DPLG d'Ali Tur sur l'immeuble du 20, avenue Dode-de-la-Brunerie.

Il est admis en 1910 en deuxième classe à l’École des beaux-arts dans l'atelier de Victor Laloux. Le 5 mai 1914, après quatre ans d’études, Ali Tur est admis en 1re classe de l’ENSBA. Mais il ne peut y rester que jusqu’en juillet car le 2 août il rejoint la mobilisation générale en tant que brigadier. Après l'Armistice de 1918, il termine son cursus et devient architecte diplômé par le gouvernement (DPLG) le 17 novembre 1920. Il n'avait pas gagné le prix de Rome (reçu cette année-là par Jacques Carlu), qu'il avait tenté en 1919.
En 1923, Ali Tur est expert près le conseil de préfecture de la Seine et le ministère des Régions libérées et il dresse à ce titre des rapports d'expertise sur les zones détruites par la Grande Guerre, acquérant alors une première expérience des reconstructions après des catastrophes. Il intègre, en 1925, la liste des architectes du ministère des Colonies qui est un agrément reçu par une dizaine d'architectes. M. Tellier est alors attaché de cabinet dans ce ministère. Ali Tur a ouvert une agence d'architecture à Paris au 5, quai Voltaire à Paris, il réussit un concours de la Ville de Paris pour des habitations à loyer moyen et s'attaque à la réalisation des quatre groupes d’habitations à bon marché (HBM) suivants, objets du concours : 3, place du Général-Stéfanik, 130, boulevard Murat, 2 et 20, avenue Dode-de-la-Brunnerie à Paris dans le 16e arrondissement et 74, boulevard Soult à Paris, dans le 12e, pour un total de 120 millions de francs de travaux. Ali Tur épouse le 16 juin 1930 Jacqueline Baszanger (1902-1933), de lointaine origine juive, au temple protestant de l’Oratoire à Paris. Jacqueline, née le 22 mai 1902 à Londres, est la fille d’Isaac Louis Joseph, de confession juive et d’Élisabeth Gatelet, catholique.

### Reconstruction de la Guadeloupe après 1928
Le 12 septembre 1928, le violent ouragan Okeechobee ou Cyclone de 1928 provoque de nombreux dégâts aux édifices de toute la Guadeloupe et fait plus de 1 200 victimes. À cette annonce et des dévastations qu’il a causées, Ali Tur, qui connaît on le sait le gouverneur Tellier alors en poste en Guadeloupe, lui envoie un mot pour lui dire toute l’émotion que lui cause cette horrible catastrophe. En décembre 1928, Tellier, de passage à Paris, lui fixe rendez-vous rue Oudinot et lui demande de prendre en charge en Guadeloupe la reconstruction des bâtiments administratifs. Ali Tur hésite à accepter en raison de la réalisation des HBM alors en cours. Il accepte cependant et débarque le 25 mars 1929 en Guadeloupe avec sa Citroën 5 HP. Le 3 avril 1929, un contrat est signé entre l'architecte et la Colonie de la Guadeloupe, prévoyant la construction de divers bâtiments gouvernementaux (palais de justice, palais du conseil général, palais du gouverneur, hôpitaux, gendarmeries, dispensaires, bureaux de poste, etc.) sur une durée contractuelle de quatre ans pour un montant total estimé à quarante millions de francs et des honoraires de 5 %. Seuls 30 millions de travaux pour vingt-cinq bâtiments seront exécutés. À cette commande s'ajoute, pour le compte des communes, un emprunt de 36 millions au Crédit Foncier (loi du 30 décembre 1929) pour la construction d'hôtels de ville, d'églises, de presbytères, de marchés, de chapelles sépulcrales ou d'écoles. La guerre de 1939-1945 dispensera les communes de tout remboursement. Il est noté que Saint-Barthélemy ne put accéder à cet emprunt car elle était alors trop pauvre ! Ces commandes s'inscrivent également dans le cadre du règlement des indemnités de guerre de l'Allemagne à la France, pour lesquelles des « paiements en nature » ont été effectués par la fourniture de matières premières et de matériaux de construction payés par l'Allemagne mais pouvant être fabriqués en France comme ce fut le cas pour les carrelages. Les matériaux étaient de qualité sauf en ce qui concerne le produit d'étanchéité des toitures-terrasses. En effet il se composait de rouleaux d’un carton bitumé appelé Corritect et d’un produit bitumineux liquide, le Tropénol. Ces produits d’étanchéité, posés sur « une forme en mortier maigre », n’auront pas les qualités nécessaires ; ils se révéleront putrescibles et occasionneront des fuites importantes aux bâtiments. Les rouleaux de Corritect étaient de plus entreposés dans des hangars à la pointe Fouillole, entre mer et marécages, au lieu de l’être « dans un endroit sec ». Ces rouleaux étaient livrés sur les chantiers avec leurs feuilles collées par l’humidité.

La main-d’œuvre qualifiée, charpente et menuiserie mises à part, est alors pratiquement inexistante en Guadeloupe. Les ouvriers et les entreprises feront leurs classes sur les chantiers et sous l’autorité d’Ali Tur. Afin d’éviter toute erreur de proportions dans le dosage des mortiers ou du béton, Ali Tur avait imaginé ce système : « Les dosages seront effectués sur le chantier au moyen de boîtes calibrées et portant en lettres apparentes le dosage employé à sa destination. Aucun dosage ne devra être effectué à la pelle ou à la brouette. » Le béton armé servira pour la réalisation des structures, colonnes et garde-corps. Les dalles de couverture (ou « dalles creuses ») sont constituées par des dalles et nervures en béton armé sur des hourdis creux. Les agglomérés creux de 0,22 d’épaisseur, fabriqués à la demande, sont utilisés pour les remplissages extérieurs et les refends internes. L’architecte a par ailleurs, la plupart du temps, utilisé les socles, les restes et les grandes lignes des bâtiments détruits par le cyclone de 1928 ou par l’incendie, que ce soit pour le conseil général à Basse-Terre, les églises de Trois-Rivières, Sainte-Anne, Lamentin et Baie-Mahault ou le palais de justice de Pointe-à-Pitre. Constatant les contraintes de la reconstruction, Ali Tur déclare qu'il doit :

« Construire le plus vite possible et le plus économiquement possible, dans un pays privé d'industrie du bâtiment et de main d'œuvre spécialisée, une série d'édifices correspondant le mieux possible au climat de cette région des Tropiques »

— Ali Tur

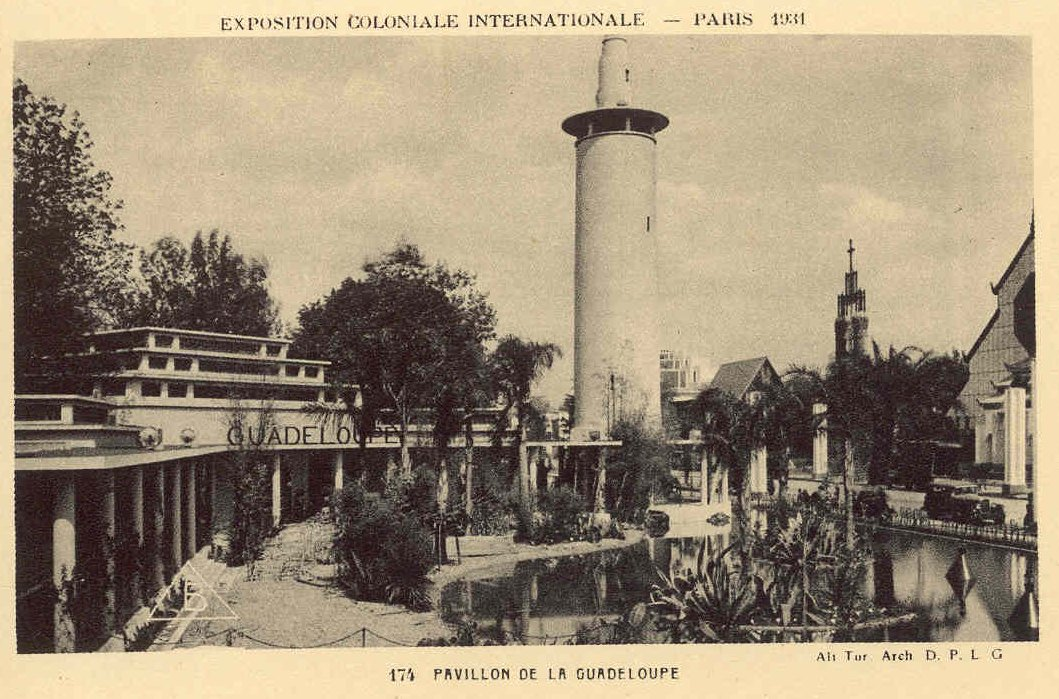
Pavillon de la Guadeloupe lors de l'exposition coloniale de 1931.

Le premier bâtiment qui sera construit en Guadeloupe sera le tribunal de Pointe-à-Pitre dont les travaux débutent dès juillet 1930 avec pour adjudicataire l'entreprise italienne de Guerino Diligenti. Ali Tur sera l'auteur en France métropolitaine du pavillon de la Guadeloupe à l'exposition coloniale de 1931 qui se tient à la Porte Dorée et  au bois de Vincennes. Puis, entre 1931 et 1937, il réalise environ une centaine de bâtiments publics gouvernementaux et communaux sur l'ensemble de l'archipel excepté les Saintes et Saint-Barthélemyavec Guerino Diligenti, (entreprise originaire de Coggiola en Italie, basée à Saint-Étienne, et installée en Guadeloupe en décembre 1928) et de Robert Petrelluzzi venu lui aussi d’Italie ; les entreprises locales ne furent pas en reste et la SEI de Louis Pravaz a réalisé quatorze bâtiments et Camille Vincent sera adjudicataire des travaux de treize constructions ainsi que de l’ameublement du conseil général de Basse-Terre et de celui de la mairie des Abymes.L'ensemble des travaux est réalisé en un temps exceptionnellement court. En 1937, un expert est nommé par le sous-secrétaire d'État aux colonies afin de régler un litige opposant Ali Tur (qui quitte définitivement la Guadeloupe cette année-là) à la colonie. L'expert est chargé d'évaluer les montants et les vices signalés lors de la réception des bâtiments notamment pour le toit du palais du Gouverneur,. Ali Tur aura finalement gain de cause dans son procès contre l'État intenté au tribunal de Basse-Terre mais, en raison de la Seconde Guerre mondiale, ne sera dédommagé qu'après le conflit avec un franc dévalué,.

### Retour en métropole
Le député de la Guadeloupe, Gratien Candace, dès l’arrivée d’Ali Tur en Guadeloupe, lança sur l’île une campagne de dénigrement de l’architecte par l’entremise de son journal, La Démocratie sociale. Il fit de même en métropole dans La Dépêche coloniale, et ne cessera de chercher à lui nuire. En 1934 la Colonie, sous la pression du député, refusera de lui payer une partie de ses honoraires, ce qui amènera l'architecte à porter une action judiciaire pour recouvrer ses droits. En 1939, Ali Tur concourt pour la construction d'un hôtel en Martinique : il obtient le marché qui lui est retiré à la demande du député.
La Seconde Guerre mondiale éclate et il est mobilisé le 3 septembre 1939 jusqu'au 13 juillet 1940. Ali Tur s'établit alors à Nîmes avec sa fille Isabelle en juillet 1940.
En 1942, la circulaire du 4 mai 1942 signée du chef de la colonie, le gouverneur Constant Sorin, toujours sous l'influence de Gratien Candace, engage vivement les communes, pour sauvegarder leurs intérêts, à introduire d’urgence une instance devant le conseil du contentieux des instances en responsabilité décennale contre chacun des bâtiments réalisés par l’architecte. Cette mesure obligera Ali Tur et toutes les entreprises qui avaient travaillé pour lui à produire expertises et contre-expertises et à engager de nombreuses procédures, jusqu’en 1958 parfois, année ultime qui marquera l’abandon des dernières instances par le tribunal administratif.

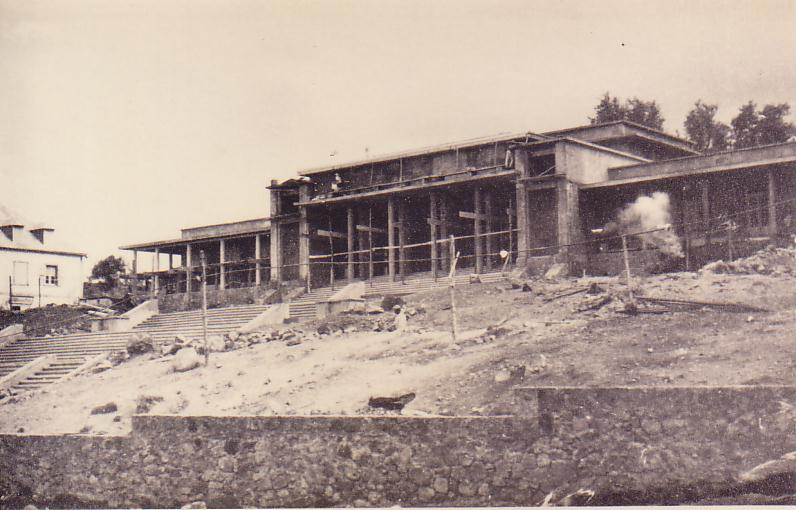
Chantier du Conseil Général en 1934.

Candace était membre du Conseil national de Vichy, ce qui vaudra à Ali Tur d'être interné du 20 février au 29 mars 1943 pour son hostilité au gouvernement de Vichy, au camp de Saint-Sulpice-La Pointe, suivant l’arrêté du 5 février 1943 du chef du gouvernement, ministre secrétaire d’État à l’Intérieur, arrêté signé du chef du huitième bureau de la Police nationale René Bousquet.
Le 12 mai 1944, Ali Tur est arrêté à Bagnac-sur-Célé et envoyé dans les Sudètes pour le S.T.O. d'où il s'évade en 1945 pour regagner Nîmes puis Paris.
En 1946, Ali Tur est nommé architecte agréé par le ministère de la Reconstruction et de l'Urbanisme et collabore à la reconstruction de Condé-sur-Noireau. Il obtient le Grand prix d'architecture du ministère de la France d'outre-mers en 1950 et cessera son activité professionnelle en 1959 après avoir brûlé l'ensemble de ses archives. En 1972, il est nommé architecte honoraire de l'Ordre des architectes.
Ali Tur meurt le 26 septembre 1977 à Paris.

## Réalisations

### Guadeloupe
Liste partielle des bâtiments de Guadeloupe selon l'Inventaire général du patrimoine culturel :
| Ville                       | Bâtiments                                                 | Coordonnées                  |                    | Ville                       | Bâtiments                                                    | Coordonnées                  |                          |
| --------------------------- | --------------------------------------------------------- | ---------------------------- | ------------------ | --------------------------- | ------------------------------------------------------------ | ---------------------------- | ------------------------ |
| Anse-Bertrand               | « Mairie », notice no IA97102008                          | 16° 28′ 19″ N, 61° 30′ 31″ O |                    | Le Moule                    | Clocher de l'église Saint-Jean-Baptiste Notice no IA97102045 | 16° 19′ 51″ N, 61° 20′ 41″ O |                          |
| Baie-Mahault                | Église Saint-Jean-Baptiste Notice no IA97102009           | 16° 16′ 02″ N, 61° 35′ 10″ O |                    |                             | « École Lydia-Galleron », notice no IA97102046               | 16° 19′ 51″ N, 61° 20′ 38″ O |                          |
| Baillif                     | « Mairie », notice no IA97102019                          | 16° 01′ 15″ N, 61° 44′ 48″ O |                    |                             | « Presbytère », notice no IA97102044                         | 16° 19′ 51″ N, 61° 20′ 40″ O |                          |
|                             | « Beffroi », notice no IA97102020                         | 16° 01′ 17″ N, 61° 44′ 43″ O |                    |                             | « École primaire des Grands-Fonds », notice no IA97102047    | 16° 17′ 28″ N, 61° 25′ 18″ O |                          |
|                             | « Chambre funéraire », notice no IA97102021               | 16° 01′ 15″ N, 61° 44′ 43″ O |                    | Morne-à-l'Eau               | Église Saint-André Notice no IA97102040                      | 16° 19′ 51″ N, 61° 27′ 28″ O |                          |
| Basse-Terre                 | Palais de justice de Basse-Terre Notice no IA97100912     | 15° 59′ 31″ N, 61° 43′ 41″ O |                    |                             | « Perception », notice no IA97102041                         | 16° 19′ 54″ N, 61° 27′ 30″ O |                          |
|                             | Palais du conseil général Notice no IA97100913            | 15° 59′ 33″ N, 61° 43′ 43″ O |                    |                             | « Presbytère », notice no IA97102043                         | 16° 19′ 51″ N, 61° 27′ 27″ O |                          |
|                             | Hôtel de préfecture de la Guadeloupe Notice no IA97100914 | 15° 59′ 32″ N, 61° 43′ 21″ O |                    |                             | « École Jeanne-de-Kermadec », notice no IA97102042           | 16° 19′ 45″ N, 61° 27′ 27″ O |                          |
|                             | « Chambre de commerce », notice no IA97101004             | 15° 59′ 53″ N, 61° 43′ 56″ O |                    | Petit-Bourg                 | « Mairie », notice no IA97102050                             | 16° 11′ 30″ N, 61° 35′ 27″ O |                          |
|                             | « Horloge du marché », notice no IA97100968               | 15° 59′ 35″ N, 61° 43′ 47″ O |                    |                             | « Chambre funéraire », notice no IA97102052                  | 16° 11′ 35″ N, 61° 35′ 27″ O |                          |
|                             | « Hôpital », notice no IA97100943                         | 16° 00′ 15″ N, 61° 43′ 47″ O |                    |                             | Église Notre-Dame-de-l'Assomption Notice no IA97102049       | 16° 11′ 38″ N, 61° 35′ 30″ O |                          |
| Bouillante                  | « Chapelle de Pigeon », notice no IA97102030              | 16° 09′ 03″ N, 61° 46′ 29″ O | Chapelle de Pigeon |                             | Presbytère                                                   | 16° 11′ 41″ N, 61° 35′ 30″ O | Presbytère de Bouillante |
|                             | « Collège », notice no IA97102031                         | 16° 08′ 00″ N, 61° 46′ 12″ O |                    |                             | « Gendarmerie », notice no IA97102048                        | 16° 11′ 48″ N, 61° 36′ 00″ O |                          |
| Capesterre-de-Marie-Galante | « Église Sainte-Anne », notice no IA97102038              | 15° 53′ 32″ N, 61° 13′ 17″ O |                    | Petit-Canal                 | « Église », notice no IA97102054                             | 16° 22′ 44″ N, 61° 29′ 33″ O |                          |
|                             | « École maternelle », notice no IA97102037                | 15° 53′ 35″ N, 61° 13′ 17″ O |                    |                             | « Mairie », notice no IA97102055                             | 16° 22′ 43″ N, 61° 29′ 24″ O |                          |
| Capesterre-Belle-Eau        | « Mairie », notice no IA97102034                          | 16° 02′ 34″ N, 61° 33′ 53″ O |                    |                             | « École primaire du Bourg », notice no IA97102057            | 16° 22′ 44″ N, 61° 29′ 29″ O |                          |
|                             | « Marché », notice no IA97102035                          | 16° 02′ 33″ N, 61° 33′ 54″ O |                    |                             | « École primaire Sainte-Geneviève », notice no IA97102056    | 16° 24′ 11″ N, 61° 26′ 03″ O |                          |
|                             | « École primaire Amédée-Fengarol », notice no IA97102032  | 16° 02′ 44″ N, 61° 33′ 47″ O |                    | Pointe-à-Pitre              | « Palais de Justice », notice no IA97100222                  | 16° 14′ 18″ N, 61° 32′ 05″ O |                          |
|                             | « Église », notice no IA97102036                          | 16° 02′ 34″ N, 61° 33′ 55″ O |                    |                             | Capitainerie de Pointe-à-Pitre Notice no IA97100212          | 16° 14′ 08″ N, 61° 32′ 09″ O |                          |
|                             | « École Beuve-Anatole », notice no IA97102033             | 16° 04′ 45″ N, 61° 33′ 37″ O |                    |                             | « Collège de Kermadec », notice no IA97102059                | 16° 14′ 07″ N, 61° 32′ 04″ O |                          |
| Gourbeyre                   | « Presbytère », notice no IA97102039                      | 15° 59′ 39″ N, 61° 41′ 38″ O |                    |                             | « Banque des Antilles Françaises », notice no IA97102061     | 16° 14′ 13″ N, 61° 32′ 05″ O |                          |
| Grand-Bourg                 | « Palais de Justice », notice no IA97102083               | 15° 52′ 59″ N, 61° 19′ 01″ O |                    | Pointe-Noire                | Mairie de Pointe-Noire Notice no IA97102062                  | 16° 13′ 57″ N, 61° 47′ 24″ O |                          |
|                             | « Mairie », notice no IA97102081                          | 15° 52′ 58″ N, 61° 18′ 59″ O |                    | Port-Louis                  | « Justice de Paix », notice no IA97102063                    | 16° 25′ 00″ N, 61° 32′ 00″ O |                          |
|                             | « Hôpital Sainte Marie », notice no IA97102082            | 15° 52′ 58″ N, 61° 19′ 03″ O |                    | Saint-Claude                | « Presbytère et clocher », notice no IA97102069              | 16° 01′ 41″ N, 61° 41′ 52″ O |                          |
|                             | « École de Morne Lolo », notice no IA97102085             | 15° 54′ 27″ N, 61° 16′ 37″ O |                    |                             | « Pavillon opératoire du Camp Jacob », notice no IA97102070  | 16° 01′ 36″ N, 61° 41′ 45″ O |                          |
|                             | « École maternelle de Faup », notice no IA97102084        | 15° 54′ 52″ N, 61° 18′ 34″ O |                    | Saint-François              | « Clocher de l'église », notice no IA97102071                | 16° 15′ 06″ N, 61° 16′ 25″ O |                          |
| Lamentin                    | « Ensemble urbain », notice no IA97102010                 | 16° 16′ 18″ N, 61° 37′ 58″ O |                    | Saint-Louis (Marie-Galante) | « Mairie », notice no IA97102073                             | 15° 57′ 15″ N, 61° 19′ 08″ O |                          |
|                             | Église de la Sainte-Trinité Notice no IA97102014          | 16° 16′ 19″ N, 61° 37′ 57″ O |                    |                             | « École primaire de Grelin », notice no IA97102072           | 15° 57′ 34″ N, 61° 16′ 28″ O |                          |
|                             | Hôtel de ville Notice no IA97102011                       | 16° 16′ 18″ N, 61° 37′ 59″ O |                    | Saint-Martin                | « Palais de justice à Marigot », notice no IA97102074        | 18° 04′ 02″ N, 63° 05′ 08″ O |                          |
|                             | Groupe scolaire Notice no IA97102013                      | 16° 16′ 20″ N, 61° 37′ 59″ O |                    | Sainte-Anne                 | « Église », notice no IA97102067                             | 16° 13′ 33″ N, 61° 23′ 09″ O |                          |
|                             | Presbytère Notice no IA97102012                           | 16° 16′ 19″ N, 61° 38′ 00″ O |                    |                             | « Presbytère », notice no IA97102068                         | 16° 13′ 34″ N, 61° 23′ 07″ O |                          |
|                             | Justice de paix Notice no IA97102015                      | 16° 16′ 17″ N, 61° 37′ 57″ O |                    |                             | « Ancienne perception », notice no IA97102066                | 16° 13′ 29″ N, 61° 23′ 02″ O |                          |
|                             | « Chambre funéraire », notice no IA97102018               | 16° 16′ 17″ N, 61° 37′ 52″ O |                    |                             | « École maternelle des Grands-Fonds », notice no IA97102064  | 16° 15′ 51″ N, 61° 25′ 42″ O |                          |
|                             | Marché Notice no IA97102017                               | 16° 16′ 15″ N, 61° 37′ 55″ O |                    |                             | « École primaire des Grands-Fonds », notice no IA97102065    | 16° 15′ 46″ N, 61° 25′ 27″ O |                          |
|                             | « Square », notice no IA97102016                          | 16° 16′ 18″ N, 61° 37′ 58″ O |                    | Sainte-Rose                 | « Gendarmerie », notice no IA97102075                        | 16° 19′ 47″ N, 61° 42′ 00″ O |                          |
| Les Abymes                  | Église de l'Immaculée-Conception Notice no IA97102053     | 16° 16′ 16″ N, 61° 30′ 17″ O |                    |                             | « Dispensaire », notice no IA97102076                        | 16° 19′ 53″ N, 61° 41′ 57″ O |                          |
|                             | « Presbytère », notice no IA97102004                      | 16° 16′ 16″ N, 61° 30′ 17″ O |                    | Trois-Rivières              | « Église », notice no IA97102077                             | 15° 58′ 33″ N, 61° 38′ 41″ O |                          |
|                             | « Chambre funéraire », notice no IA97102005               | 16° 16′ 16″ N, 61° 30′ 15″ O |                    |                             | « La Poste », notice no IA97102080                           | 15° 58′ 30″ N, 61° 38′ 48″ O |                          |
|                             | Hôpital Joseph-Ricou Notice no IA97102007                 | 16° 14′ 08″ N, 61° 31′ 43″ O |                    |                             | « Ancien dispensaire », notice no IA97102079                 | 15° 58′ 29″ N, 61° 38′ 49″ O |                          |
|                             | « Marché », notice no IA97102002                          | 16° 16′ 19″ N, 61° 30′ 15″ O |                    |                             | « École de Grand'Anse », notice no IA97102078                | 15° 57′ 52″ N, 61° 39′ 55″ O |                          |
|                             | « Perception », notice no IA97102003                      | 16° 16′ 21″ N, 61° 30′ 18″ O |                    |                             |                                                              |                              |                          |
|                             | « Ancienne mairie », notice no IA97102006                 | 16° 16′ 15″ N, 61° 30′ 18″ O |                    |                             |                                                              |                              |                          |

### Paris
|                                        |  |                                      |
| 20, avenue Dode-de-la-Brunerie (1934). |  | 3, place du Général-Stefanik (1934). |

- Jardins d'une HBM, porte du Point-du-Jour, 1931[14]
- Immeuble de rapport, 20 avenue Dode-de-la-Brunerie, 1934[15]
- Immeuble de rapport, 3 place du Général-Stefanik, 1934[16]

### Toulon
- Usine de la Compagnie des eaux de Toulon, 1935[17]

### Autres localités
- Monument aux morts de Villers-Farlay (Jura), 1921[18]

## Monuments protégés
Parmi les bâtiments réalisés par Ali Tur en Guadeloupe, une douzaine ont été protégés au titre des monuments historiques lors de deux campagnes d'inventaire et de restauration qui lui ont été dédiées :
- Hôtel de préfecture de la Guadeloupe, à Basse-Terre[20]
- Palais du conseil général de Guadeloupe, à Basse-Terre[21]
- Palais de justice de Basse-Terre[22]
- Église de la Sainte-Trinité de Lamentin[23]
- Hôtel de ville de Lamentin[24]
- Square et monument aux morts, de Lamentin[25]
- Groupe scolaire de Lamentin[26]
- Justice de paix de Lamentin[27]
- Presbytère de Lamentin[28]
- Église Saint-André de Morne-à-l'Eau[29]
- Hôtel de ville de Pointe-Noire[30]
- Église Saint-Jean-Baptiste de Baie-Mahault[31]

## Ouvrages
- Notes sur la reconstruction de la Guadeloupe, Basse-Terre, Imprimerie catholique (lire en ligne)
- « Architecture coloniale en Guadeloupe. Bâtiments gouvernementaux et communaux », dans L’Encyclopédie de l’Architecture des Constructions Modernes, Paris, Albert Morancé, 1930 (lire en ligne)
- « L'Enseignement technique à la Guadeloupe », dans Congrès intercolonial de l'enseignement technique d'Outre-mer, Paris, Association colonies-sciences, 1932 (lire en ligne)
- « Un ensemble de constructions en Guadeloupe (1931-1934) », L'Architecte, vol. 7,‎ juillet 1934 (lire en ligne)
- « Architecture et Urbanisme aux Colonies Françaises puis La Reconstruction de la Guadeloupe », L'Architecture d'aujourd'hui, vol. 3,‎ 1936 (lire en ligne)
- « Salon 1936 Salon des Artistes français », La Construction moderne, no 24,‎ juin 1936, p. 758-759 (lire en ligne)
- Ali Tur, Ma plaidoirie, 1939

### Vidéographie
- Alain Glasberg et Christian Galpin, Ali Tur, architecte colonial, durée 26', RFO Guadeloupe et AMDA Production, 2002 (présentation en ligne)